# Lamponega
Lamponega là một chi nhện trong họ Lamponidae.